# Mustajärvi (sjö i Finland, Södra Savolax)
Mustajärvi är en sjö i Finland. Den ligger i kommunen Mäntyharju i landskapet Södra Savolax, i den södra delen av landet, 160 km nordost om huvudstaden Helsingfors. Mustajärvi ligger 105,8 meter över havet. I omgivningarna runt Mustajärvi växer i huvudsak barrskog. Arean är 88,1 hektar och strandlinjen är 6,66 kilometer lång. Sjön  ingår i Kymmene älvs huvudavrinningsområde. 